# Бонниер, Тор
Тор Бонниер (швед. Tor Bonnier, 3 января 1883, Стокгольм, Швеция — 17 февраля 1976, Стокгольм, Швеция) — шведский издатель и предприниматель.

## Биография

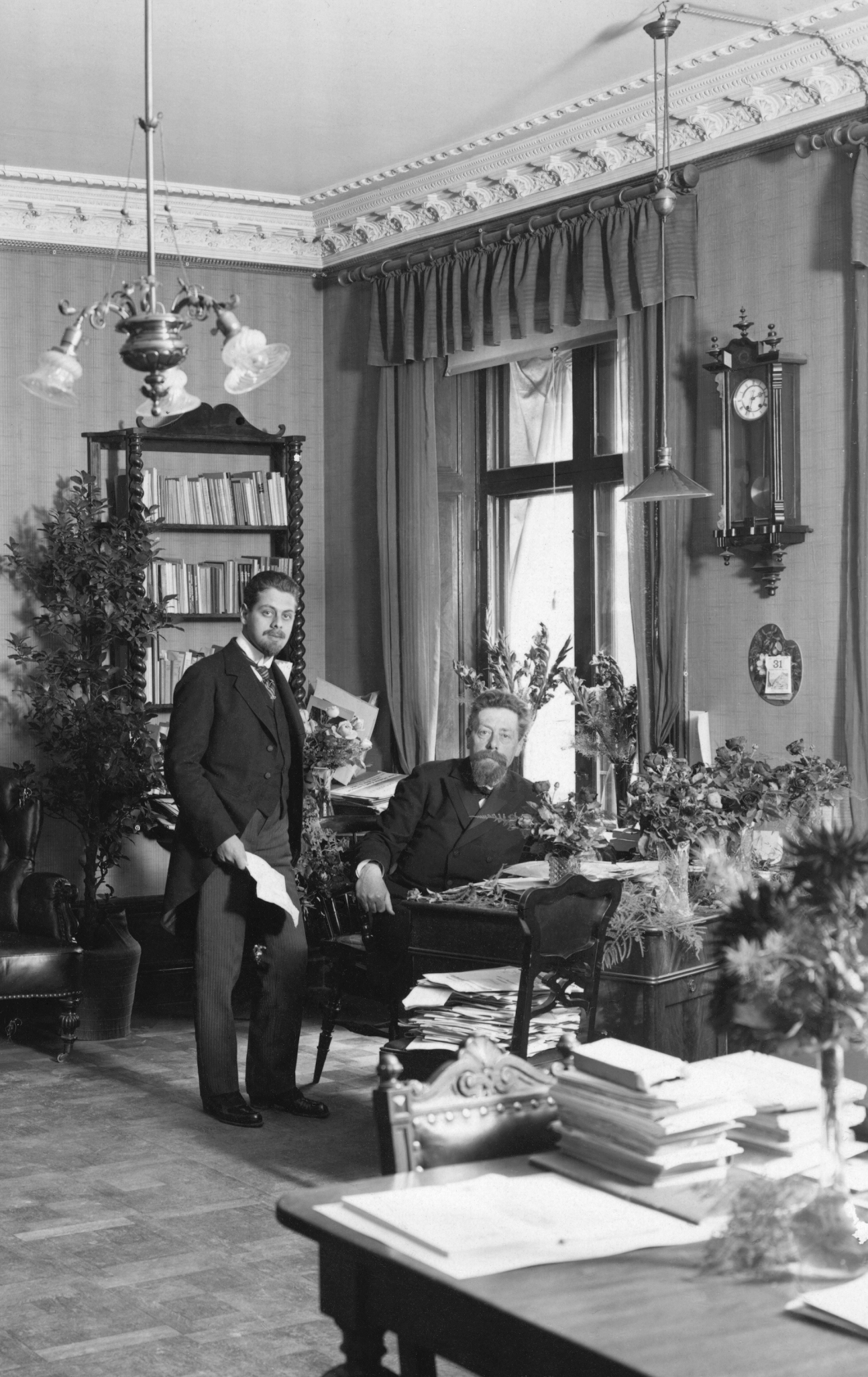
Тор и Карл Отто Бонниер в 1912 году

Тор Бонниер был сыном Карла Отто Бонниера и Лизен Бонниер, братом Оке и Герта Бонниера, а также племянником художницы Евы Бонниер.
В 1902 году Тор был принят на работу в компанию Albert Bonniers förlag, а в следующем году начал работать в Nordiska Bokhandeln в Стокгольме. С 1904 года он ездил за границу и работал в K.F. Koehler в Лейпциге, а с 1905 года в Librairie Lamm в Париже. Бонниер вернулся в Швецию в 1906 году и снова начал работать в Albert Bonniers förlag в 1913 году.
Тор Бонниер занимал различные должности в совете директоров. Он стал членом совета директоров Svenska bokförlaget в 1928 году, в Åhlén & Åkerlunds förlag в 1929 году, в Stockholms Enskilda Bank с 1930 года и в Svenska Förläggareföreningen и AB Svenska Pressbyrån в 1931 году. Он был председателем совета директоров Dagens Nyheter и Expressen.
Бонниер был женат трижды. С 1905 по 1928 год Тор находился в браке с Гретой Линдберг (1886—1978), позже вышедшей замуж за Сикстена Стрёмбома. У них родилось трое сыновей: Альберт, Йохан и Лукас. А с 1928 по 1951 он был женат на Торе Нордстрём, у которой родилось двое детей: Симон (род.1929), Карл-Адам. В третий раз Бонниер женился в 1952 году на Йютте Коструп-Ольсен, в браке с которой родился сын Микаэль (род.1945).